# Filologia gallega
La filologia gallega és la branca de la filologia que s'ocupa de l'estudi de la llengua gallega i la literatura gallega. Aquest grau ofereix una formació literària i lingüística relacionada amb la història gallega i el seu context. S'imparteix a Galícia (a les Universitats de la Corunya, Santiago de Compostel·la i Vigo). També hi ha una oferta de llengua gallega, mínors i titulacions d'estudis gallecs en universitats estatals i internacionals. Està molt relacionada amb la filologia portuguesa.

## Ensenyament a Galícia
Fins a la dècada de 1980, els estudis de filologia gallega estaven assignats com una secció de filologia hispànica anomenada especialitat de filologia gallego-portuguesa, però més tard van ser segregats com una carrera separada. Actualment s'estudia filologia gallega als campus de Santiago, La Corunya i Vigo. En l'ensenyament universitari gallec, les filologies s'han centrat tradicionalment en la universitat i el campus de Santiago de Compostel·la, encara que amb la segregació de les universitats de la Corunya i Vigo es van posar en funcionament centres i facultats en diversos campus.
La distribució de les diferents filologies als campus gallecs és la següent:
| Universitat de Santiago de Compostel·la | Campus de Santiago   | Filologies gallega, hispànica, anglesa, francesa, italiana, alemanya, portuguesa, romànica, italiana i clàssica |
| Universitat de Santiago de Compostel·la | Campus de Lugo       | Filologia hispànica                                                                                             |
| Universitat de la Corunya               | Campus de la Corunya | Filologies gallega, hispànica i anglesa                                                                         |
| Universitat de la Corunya               | Campus de Ferrol     | no hi ha filologies                                                                                             |
| Universitat de Vigo                     | Campus de Vigo       | Filologies gallega, hispànica i anglesa                                                                         |
| Universitat de Vigo                     | Campus de Pontevedra | no hi ha filologies                                                                                             |
| Universitat de Vigo                     | Campus d'Ourense     | no hi ha filologies                                                                                             |